# Lubart
Dymitr Lubart, przed chrztem: Lubart (starorus. Луборт, ur. ok. 1312/15, zm. przed 1386) – książę połocki, włodzimierski, łucki i halicko-wołyński. Jeden z synów Giedymina, a także członek rodziny Giedyminowiczów.
Książę połocki do 1342, książę włodzimierski i łucki 1342–1384, książę halicko-wołyński 1340–1349, 1350–1366, 1371–1383, książę halicki 1340–1349.

## Historia

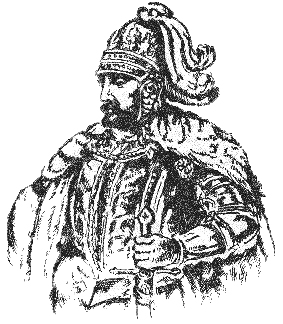
Lubart, alternatywny portret nieznanego autorstwa (XX w.)

Według Jana Długosza w 1336 pustoszył Mazowsze. Gdy 7 kwietnia 1340 bojarzy otruli księcia halicko-wołyńskiego Bolesława Jerzego ІІ Trojdenowicza, Lubart, według Stefana Marii Kuczyńskiego, opanował Wołyń jako mąż córki księcia włodzimierskiego Andrzeja II Juriewicza (zdaniem Henryka Paszkiewicza, córki ostatniego księcia włodzimierskiego, prawdopodobnie Andrzeja), według innych danych rościł pretensje do zwolnionego tronu księstwa, bowiem ze względu na (hipotetyczne) małżeństwo z córką księcia włodzimierskiego Andrzeja II, uważał siebie za jedynego spadkobiercę wymarłej linii książąt halickich. Ponadto siostra Lubarta Eufemia była żoną Bolesława Jerzego II. Do zbrojnego sporu o księstwo halicko-wołyńskie zapewne by nie doszło, gdyby nie śmierć (26 maja 1339) siostry Lubarta – polskiej królowej Aldony Anny, żony króla Kazimierza III Wielkiego, która była głównym łącznikiem pomiędzy Polską a Litwą. Na zaostrzenie konfliktu wpłynęła również śmierć ojca Lubarta Giedymina w 1341, utrzymującego poprawne stosunki z Polską.
Po śmierci Giedymina, państwo litewskie podzielono pomiędzy jego synów: Monwida, Kiejstuta, Olgierda, Narymunta, Koriata, Jawnutę i Lubarta. Mimo że Giedymin wyznaczył Jawnutę jako władcę Wilna i swego następcę, Lubart z pozostałymi braćmi wspierał Olgierda w walce o władzę w Wilnie.
Lubart założył między 1341 a 1382 na Wołyniu miasto o swoim imieniu Lubar nad rzeką Słuczą, i miał tu warowny zamek.

W 1350 Lubart w czasie najazdu zniszczył Lwów i inne pobliskie miejscowości jakie napotkał w drodze z Wołynia. Gdy w czasie wyprawy króla Kazimierza został podpisany rozejm (najstarszy spisany i zachowany układ polsko-litewski), mający obowiązywać do 24 czerwca 1355, w którym podzielono m.in. Ruś Halicko-Włodzimierską, tak, że Polska otrzymała ziemię halicką, przemyską i sanocką, a Litwa: włodzimierską, łucką, bełską, chełmską i brzeską i Krzemieniec, należący do księcia Jerzego Narymuntowicza, (nazwanego „kondominium polsko-litewskim”), to układ ten nie utrzymał się długo, został zerwany przez ks. Lubarta. W kolejnym układzie pokojowym, z jesieni 1366, Lubart otrzymał tylko cześć księstwa: ziemię łucką i część ziemi włodzimierskiej, a do Polski przyłączono ziemię chełmską i bełską (obie oddając w lenno Jerzemu Narymuntowiczowi), pozostałą część ziemi włodzimierskiej otrzymał w lenno Aleksander Koriatowicz. Po śmierci Ludwika Węgierskiego w 1382, Lubart nie przystąpił już do walki, lecz odzyskał ziemię pokojowo, wykupując od starostów węgierskich Olesko, Horodło, Łopatyn, Krzemieniec, Peremil i Siestratyn.

Kronika Iwana Groźnego (XVI w.)
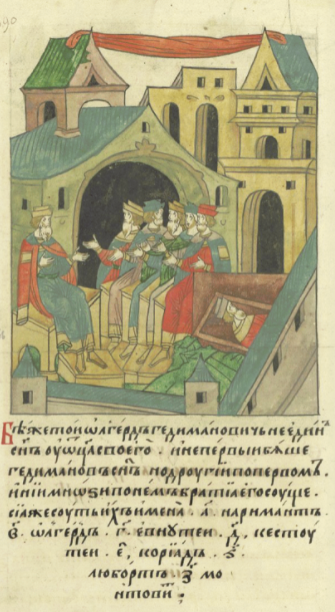
Jewnuta, Narymunt, Kiejstut, Koriat, Lubart i Monwid
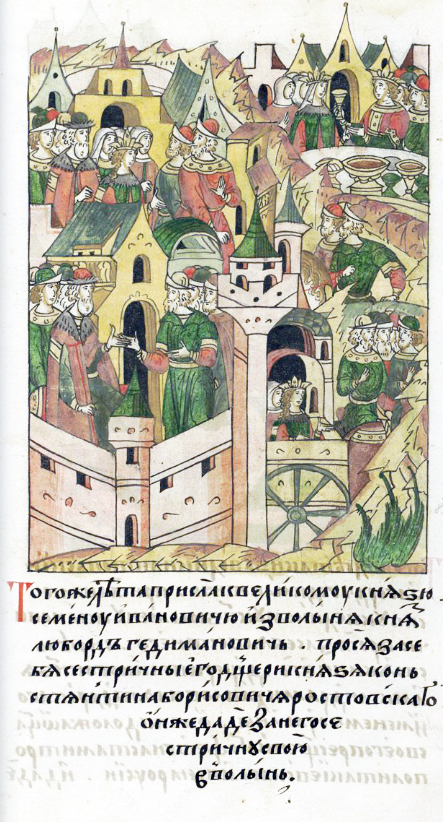
Ślub Lubarta

Lubart Dymitr zmarł przed 1386.
Osoba pierwszej żony księcia Lubarta nie jest pewna. We wcześniejszej literaturze przyjmowano, że była to córka księcia halicko-wołyńskiego Bolesława II Jerzego i jego drugiej żony, inni historycy uważali, że była to córka księcia włodzimierskiego Andrzeja Halickiego, współcześnie wysuwany jest pogląd, że była nią córką kniazia Daniela Ostrogskiego
Drugą żoną księcia Lubarta była Olga, córka Konstantego Wasylowica, księcia rostowskiego, siostrzenica księcia moskiewskiego Siemiona Dumnego. Z tego małżeństwa miał trzech synów: Fiodora (Fedora, czyli Teodora), Łazarza i Siemiona (Semena).
W 1386 syn Lubarta, książę włodzimierski i łucki Fedor Lubartowicz złożył hołd Władysławowi Jagielle i Jadwidze. Król polski rozpoczął ograniczanie jego władzy: spod władzy Fedora wyłączono część księstwa, zarządzaną przez Fedora Daniłowicza (Ostrogskiego) i zmieniono w bezpośrednie lenno Polski.
W 1387 odebrano Fedorowi Lubartowiczowi ziemię łucką na rzecz Witolda.